# Urumi
 Ovo je glavno značenje pojma Urumi. Za druga značenja pogledajte Urumi (razdvojba).
Urumi (grč. Ουρούμ Urúm, tur. Greko-Tatarlar, Urumlar), naziv za etničku zajednicu turkijske skupine naroda nastanjenih u Ukrajini na obalama Azovskog mora. Kršćani su, izgleda tatarskog porijekla, preseljeni s Krima i naseljeni u Ukrajini 1780.-tih godina. 
Ethnologue navodi da su oni Grci, i da govore i grčki i turski, te da se nazivaju 'Urumi'. U engleskom jeziku poznati su kao Greco-Tatars, Urumis i Christian Turks. 

## Vanjske poveznice
- Ukrayna’dan Hristiyan Türkler:  Urumlar
- Greek